# California Institute of Technology

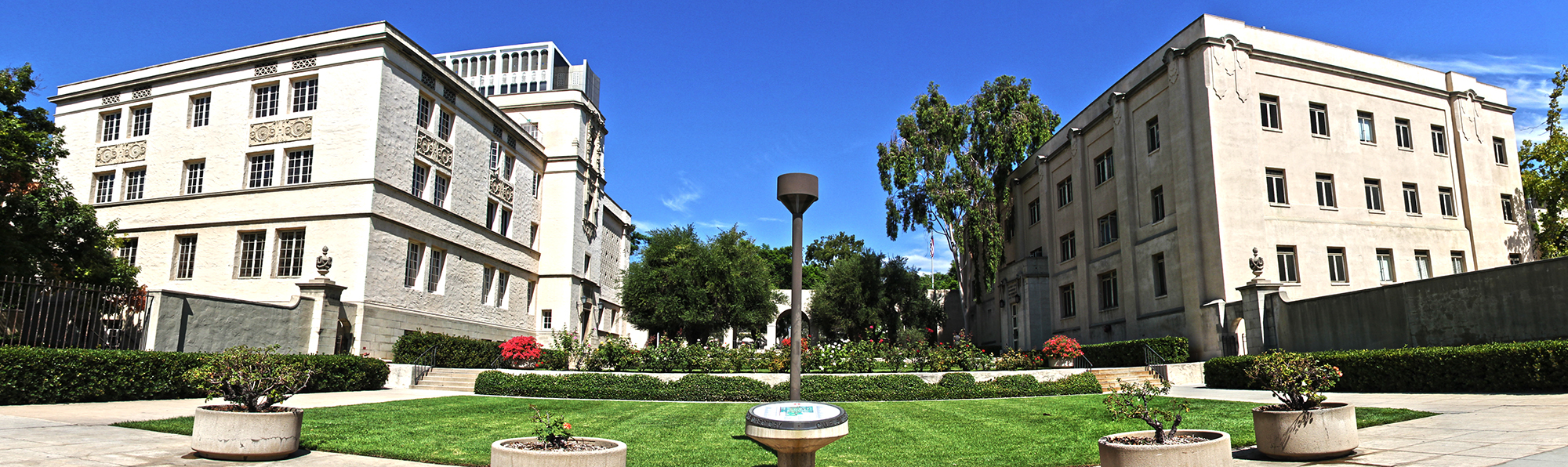
Intrarea la Caltech

California Institute of Technology (Institutul de Tehnologie din California) (prescurtat Caltech) este o universitate privată de cercetări situată în Pasadena, California, Statele Unite ale Americii. Caltech are șase divizii academice, cu accente puternice în domeniul științei și ingineriei. Având 50 de hectare, campusul principal este situat la aproximativ 18 km nord-est de centrul orașului Los Angeles.
În topul mondial „Times Higher Education”, este considerată prima universitate din lume.

## Legături externe
Materiale media legate de Caltech la Wikimedia Commons
- Site web oficial